# Rundetårn
La Rundetårn (en español: Torre Redonda) es una torre del siglo XVII ubicada en el centro de Copenhague, Dinamarca. Siendo uno de los numerosos proyectos arquitectónicos del rey Cristián IV, fue construida como observatorio astronómico. Es conocida por su pasillo helicoidal que recorre 7 vueltas y media antes de llegar a la parte más alta y por las amplias vistas panorámicas de la ciudad de Copenhague que ofrece.  
La torre forma parte del Trinitatis Complex, que también estaba compuesto por una capilla universitaria, la Iglesia Trinitatis y una biblioteca universitaria, que fueron las primeras instalaciones construidas específicamente por la Biblioteca de la Universidad de Copenhague, fundada en 1482.
Actualmente, la Torre Redonda tiene la función de mirador, observatorio astronómico público y monumento histórico. Asimismo, en la Sala de la Biblioteca, que se encuentra por encima de la iglesia y a la cual solo se puede acceder a través de la rampa de la torre, se suelen exhibir exposiciones y celebrar conciertos.